# Margattea dimorpha
Margattea dimorpha är en kackerlacksart som beskrevs av Karlis Princis 1963. Margattea dimorpha ingår i släktet Margattea och familjen småkackerlackor.
Artens utbredningsområde är Guinea. Inga underarter finns listade i Catalogue of Life.